# Morales del Vino
Morales del Vino – gmina w Hiszpanii, w prowincji Zamora, w Kastylii i León, o powierzchni 23,68 km². W 2011 roku gmina liczyła 2858 mieszkańców.